# Поперечна хвиля

Поперечна хвиля — хвиля, у якій коливання відбуваються в площині, перпендикулярній до напрямку поширення. Хвиля, у якій коливання паралельні напрямку руху, називається поздовжньою.
Оскільки в площині існують два незалежні напрямки руху, то поперечні хвилі мають дві поляризації.
До поперечних хвиль належать електромагнітні хвилі у вакуумі.